# آرایا-مائستو

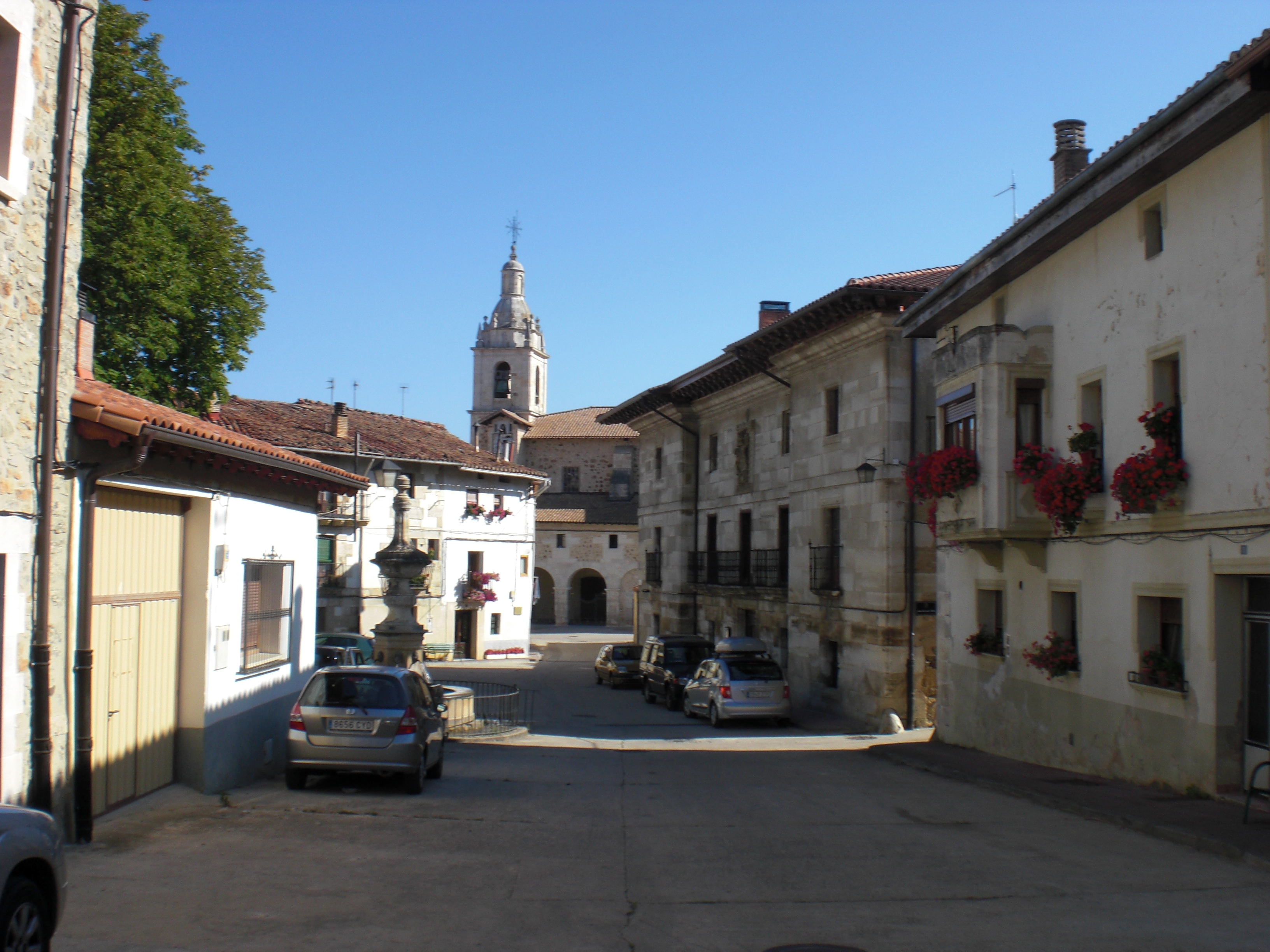
نمایی از آرایا-مائستو، دهستانی در استان آلابا - ۲۰۰۸

آرایا-مائستو دهستانی در استان آلابای اسپانیا است.
در این دهستان ۷۲۸ نفر زندگی می‌کنند. مساحت این دهستان ۱۲۲٫۹۵ کیلومتر مربع است.

## مراجع
- نام، جمعیت و مساحت از درگاه ملی آمار (اسپانیا) گرفته شده‌است.